# Ң
En với nét gạch đuôi (Ң ң, chữ nghiêng: Ң ң) là một chữ cái trong bảng chữ cái Kirin.

## Mã máy tính
| Kí tự               | Ң                                         | Ң                                         | ң                                       | ң                                       |
| ------------------- | ----------------------------------------- | ----------------------------------------- | --------------------------------------- | --------------------------------------- |
| Tên Unicode         | CYRILLIC CAPITAL LETTER EN WITH DESCENDER | CYRILLIC CAPITAL LETTER EN WITH DESCENDER | CYRILLIC SMALL LETTER EN WITH DESCENDER | CYRILLIC SMALL LETTER EN WITH DESCENDER |
| Mã hóa ký tự        | decimal                                   | hex                                       | decimal                                 | hex                                     |
| Unicode             | 1186                                      | U+04A2                                    | 1187                                    | U+04A3                                  |
| UTF-8               | 210 162                                   | D2 A2                                     | 210 163                                 | D2 A3                                   |
| Tham chiếu ký tự số | &#1186;                                   | &#x4A2;                                   | &#1187;                                 | &#x4A3;                                 |